# Советская улица (Дмитров)
Советская улица — улица в историческом центре Дмитрова Московской области от пересечения с Кооперативным переулком и улицей Школьной до пересечения с улицей Загорской и Советской площадью.

## История

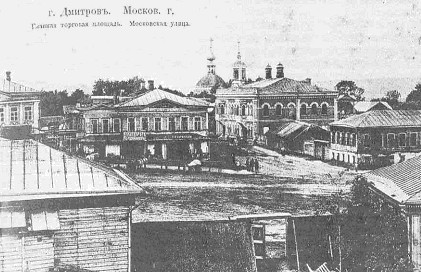
Пересечение Советской и Загорской улиц (в то время Московской и Сергиевской соответственно), фото начала XX века. В правой части снимка видны дом Суходаева и кресты Спасской церкви

Улица была образована после революции 1917 года путём выделения её из улицы Московской.
До начала XXI века Советская площадь (старое название — Верхняя Торговая) была проездной и через неё осуществлялся сквозной проезд автомобильного транспорта, в т. ч. транзитного. Улица Советская и улица Профессиональная представляли собой единую основную транспортную артерию города. Улица Советская входила в состав трассы А104 (Москва— Дмитров — Дубна).

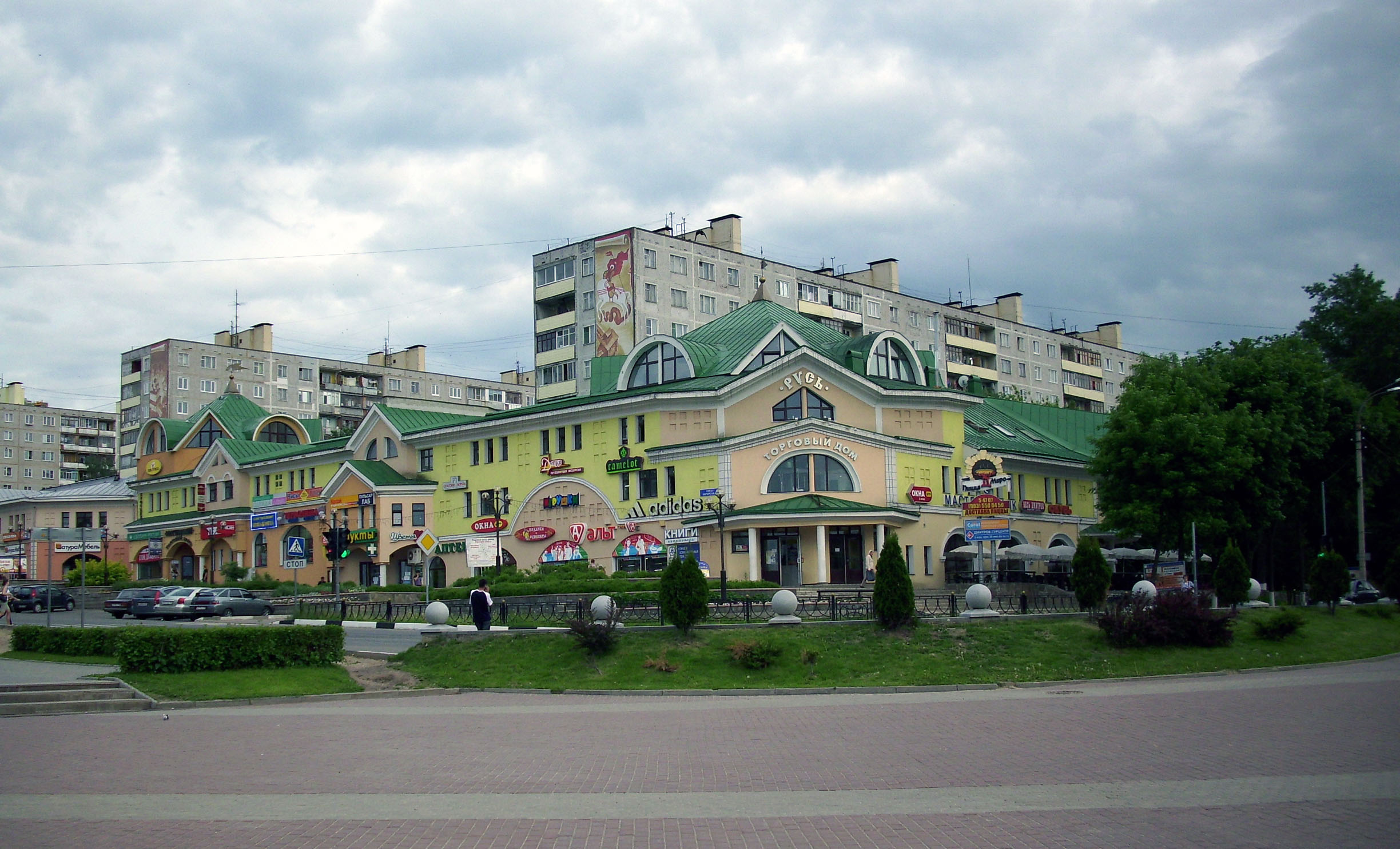
Поворот с улицы Загорской на Советскую. 2009 год

В 2001 году, в начале кампании по благоустройству города, связанной с 850-летием Дмитрова Советская площадь стала пешеходной. Транзитные транспортные потоки были перенаправлены на построенную Западную объездную дорогу.
Сейчас, чтобы попасть с улицы Советской на улицу Профессиональную, необходимо объехать центральную часть города по улицам Загорской, Минина и Семенюка.

## Транспорт
По улице пролегает много маршрутов общественного транспорта. Это обусловлено близким расположением к ней автовокзала и железнодорожного вокзала Дмитрова. На улице расположена остановка «Горсовет».

## Примечательные здания и сооружения
На Советской улице расположены:
- Дом и гостиница купца Суходаева (Советская ул., д. 2 и 4). Построены в 1872 году и сейчас заняты администрацией Дмитровского района.
- Церковь Спаса Нерукотворного Образа[2] (Советская ул., д. 12). Построена в 1767—1773 на средства прихожан в стиле барокко. К настоящему времени полностью перестроена и занята службами администрации района.
- Кинотеатр «Планета», бывший кинотеатр «Октябрь» (Советская ул., д. 3).
- Здание магазина «Берёзка» и ресторана «Волгуша» (Советская ул., д. 3а).